# Баттікалоа (аеропорт)
Аеропорт Баттікалоа (там. மட்டக்களப்பு விமான நிலையம், трансліт. Maṭṭakkaḷappu Vimāṉa Nilaiyam, синг. මඩකලපුව ගුවන්තොටුපළ, трансліт. Maḍakalapuva Guvantoṭupaḷa; IATA: BTC, ICAO: VCCB) — внутрішній аеропорт на острові Тхімілатіу на сході Шрі-Ланки. Це також військова авіабаза, відома під назвою Військово-повітряна база Баттікалоа або ВПСШЛ Баттікалоа.
Об'єкт знаходиться на відстані 1,7 км на південний захід від міста Баттікалоа. Він розташований на висоті 3 метри і має одну злітно-посадкову смугу (06/24) з асфальтованою поверхнею 1 066 м × 46 м.

## Історія
Аеропорт Баттікалоа був спочатку відкритий у листопаді 1958 року, але пізніше був закритий. 27 березня 1983 року на місці відкриття була створена авіаційна база. У 1985 році близько 3000 людей було виселено з їхніх домівок, щоб розширити базу. Будівництво внутрішнього аеропорту на базі розпочалося у вересні 2012 року.

## Авіалінії та напрямки
| Авіакомпанія                          | Пункт призначення                                    |
| ------------------------------------- | ---------------------------------------------------- |
| Air Senok                             | Чартер: Коломбо-Ратмалана                            |
| FitsAir                               | Чартер: Коломбо-Ратмалана                            |
| Helitours                             | Чартер: Коломбо-Ратмалана                            |
| Millennium Airlines                   | Чартер: Коломбо-Ратмалана                            |
| SriLankan Airlines керує Cinnamon Air | Коломбо-Бандаранайке, Waters Edge Colombo City (DWO) |